# Cedar Springs (Georgia)
Cedar Springs – jednostka osadnicza w Stanach Zjednoczonych, w stanie Georgia, w hrabstwie Early.